# Canton de Fontaine-le-Dun
Le canton de Fontaine-le-Dun est une ancienne division administrative française située dans le département de la Seine-Maritime et la région Haute-Normandie.

## Géographie
Ce canton était organisé autour de Fontaine-le-Dun dans l'arrondissement de Dieppe. Son altitude variait de 0 m (Saint-Aubin-sur-Mer) à 128 m (Anglesqueville-la-Bras-Long) pour une altitude moyenne de 68 m.

## Histoire
- De 1833 à 1848, les cantons de Fontaine-le-Dun et de Saint-Valéry-en-Caux avaient le même conseiller général. Le nombre de conseillers généraux était limité à 30 par département[1].

## Représentation

### conseillers généraux de 1833 à 2015
| Période | Période             | Identité                                       | Étiquette          | Qualité |
| ------- | ------------------- | ---------------------------------------------- | ------------------ | --- |
| 1833    | 1835 (décès)        | Abraham Leseigneur                             | Libéral            | Lieutenant des canonniers gardes côtes Lieutenant de la Garde nationale Négociant, Juge de Paix à Saint-Valery-en-Caux Député (1815, 1819-1823) |
| 1835    | 1848                | Adolphe Leseigneur (fils d'Abraham Leseigneur) | Conservateur       | Armateur, maire de Saint-Valery-en-Caux Député (1842-1848)                                                                                      |
| 1848    | 1852 (décès)        | Jules de Clercy                                |                    | Propriétaire à Ermenouville |
| 1852    | 1877                | François Marc Labarbe                          | Bonapartiste       | Notaire, maire de Fontaine-le-Dun, conseiller d'arrondissement                                                                                  |
| 1877    | 1883 (décès)        | Alfred Benjamin Labarbe (fils du précédent)    | Droite monarchiste | Propriétaire - Maire de Bourville |
| 1883    | 1892                | Louis de Montfort                              | Droite             | Militaire, propriétaire du château de Crasville-la-Rocquefort Maire de Crasville-la-Rocquefort Député (1889-1900) - Sénateur (1900-1911)        |
| 1892    | 1911                | Lucien Poullard                                | Républicain        | Maire de Saint-Pierre-le-Vieux |
| 1912    | 1919                | Paul Guibé                                     | Républicain        | Docteur en médecine Maire de Fontaine-le-Dun |
| 1919    | 1934                | Edmond Poullard                                | RG                 | Industriel |
| 1934    | 1940                | Dr Arthur Courbe                               | Union Nationale    | Maire de Fontaine-le-Dun, conseiller d'arrondissement Nommé conseiller départemental en 1943                                                    |
| 1945    | 1972 (décès)        | Dr Arthur Courbe                               | RS puis DVD        | Maire de Fontaine-le-Dun |
| 1972    | 1979 (invalidation) | Maurice Bennetot                               | RI puis UDF-PR     | |
| 1979    | 1985                | Marie-Bernard Ducroix                          | PS                 | Directeur d'école Maire de La Gaillarde |
| 1985    | 1992                | Jean-François Rouland                          | RPR                | Chef d'entreprise à Sotteville-sur-Mer |
| 1992    | 2004                | Marie-Bernard Ducroix                          | PS                 | Conseiller municipal de La Gaillarde |
| 2004    | 2015                | Mme Dominique Chauvel                          | PS                 | Ancienne Maire de Sotteville-sur-Mer Vice-Présidente du Conseil Général Députée (2012-2017)                                                     |

### Conseillers d'arrondissement (de 1833 à 1940)
Le canton de Fontaine-le-Dun appartenait à l'arrondissement d'Yvetot jusqu'à sa disparition en 1926.
| Période                                  | Période | Identité              | Étiquette                | Qualité |
| ---------------------------------------- | ------- | --------------------- | ------------------------ | --- |
| 1833                                     | 1852    | François Marc Labarbe |                          | Notaire, suppléant du juge de paix, maire de Fontaine-le-Dun                                                |
| 1852                                     | 1877    | M. Labarbe            |                          | Juge de paix à Fontaine-le-Dun                                                                              |
| 1877                                     | 1883    | M. Tillaud            | Conservateur monarchiste | |
| 1883                                     | 1889    | Henri Séré            | Conservateur monarchiste | Notaire à Fontaine-le-Dun, suppléant du juge de paix                                                        |
| 1889                                     | 1895    |                       |                          | |
| 1895                                     | 1913    | Émile-Jean Ouvry      | Conservateur             | Propriétaire à Fontaine-le-Dun, maire de Saint-Pierre-le-Viger                                              |
| 1913                                     | 1931    | Jean Ouvry            | Républicain progressiste | |
| 1931                                     | 1934    | Arthur Courbe         | Union nationale          | Médecin à Fontaine-le-Dun                                                                                   |
| 1934                                     | 1940    | Marcel Ouvry          |                          | Maire de Saint-Pierre-le-Vieux                                                                              |
| 1940                                     |         |                       |                          | Les conseils d'arrondissement ont été suspendus par la loi du 12 octobre 1940 et n'ont jamais été réactivés |
| Les données manquantes sont à compléter. |         |                       |                          | |

## Composition
Le canton de Fontaine-le-Dun regroupait 16 communes et comptait 4 888 habitants (recensement de 1999 sans doubles comptes).
| Communes                    | Population (2012) | Code postal | Code Insee |
| --------------------------- | ----------------- | ----------- | ---------- |
| Angiens                     | 625               | 76740       | 76015      |
| Anglesqueville-la-Bras-Long | 135               | 76740       | 76016      |
| Autigny                     | 224               | 76740       | 76040      |
| Bourville                   | 313               | 76740       | 76134      |
| Brametot                    | 173               | 76740       | 76140      |
| La Chapelle-sur-Dun         | 207               | 76740       | 76172      |
| Crasville-la-Rocquefort     | 269               | 76740       | 76190      |
| Ermenouville                | 154               | 76740       | 76241      |
| Fontaine-le-Dun             | 978               | 76740       | 76272      |
| La Gaillarde                | 415               | 76740       | 76294      |
| Héberville                  | 115               | 76740       | 76353      |
| Houdetot                    | 135               | 76740       | 76365      |
| Saint-Aubin-sur-Mer         | 280               | 76740       | 76564      |
| Saint-Pierre-le-Vieux       | 203               | 76740       | 76641      |
| Saint-Pierre-le-Viger       | 274               | 76740       | 76642      |
| Sotteville-sur-Mer          | 388               | 76740       | 76683      |

## Démographie
| 1962  | 1968  | 1975  | 1982  | 1990  | 1999  | 2009 |
| ----- | ----- | ----- | ----- | ----- | ----- | ---- |
| 4 327 | 4 868 | 4 547 | 4 556 | 4 753 | 4 888 | -    |